# Beyrouth hôtel
Pour plus de détails, voir Fiche technique et Distribution.
Beyrouth Hôtel (arabe : بيروت بالليل - Beirut bel layl) est un téléfilm pour la chaîne franco-allemande Arte de la réalisatrice libanaise Danielle Arbid. Il a été tourné en 2011 au Liban et projeté en première mondiale lors de la compétition officielle du Festival de Locarno.

## Synopsis
Zoha, une jeune chanteuse libanaise qui tente de s'affranchir de la mainmise de son ex mari, et Mathieu, un avocat français de passage pour affaires qui sera recherché et soupçonné d'espionnage, se rencontrent un soir à Beyrouth. Pendant dix jours, ils vont vivre une histoire d'amour faite de peur, de désir, d'intrigue et de violence.

## Fiche technique
- Réalisation : Danielle Arbid
- Scénario : Percy Kemp, Vincent Dieutre et Danielle Arbid
- Producteur : Pelleas Production
- Photographie : Pierric Gantelmi d'Ille
- Musique : Zeïd Hamdan et Vincent Epplay
- Son : Zacharie Naciri et Nikolas Javelle
- Montage : Anne-Laure Viaud et Julien Leloup
- SOFICA : Cofinova 7
- Distribution : Darine Hamze - Fadi Abi Samra - Charles Berling
- Pays :  France -  Suède -  Liban
- Langue : Arabe, Français, Anglais
- Date de diffusion : 20 janvier 2012 sur Arte
- Durée : 94 minutes

## Distribution
- Charles Berling : Mathieu
- Darine Hamze : Zoha
- Rodney El Haddad : Hicham
- Fadi Abi Samra : Abbas
- Karl Sarafidis : Rabih
- Paul Mattar : l'oncle
- Randa Kaadeh : la mère
- Carole Ammoun : Lina
- Takla Chamoun : la voyante
- Hussein Mokadem : le cousin d'Abbas
- François Hochet : l'attaché militaire

## Nominations
- Léopard d'or au Festival de Locarno 2011.